# كلخانة

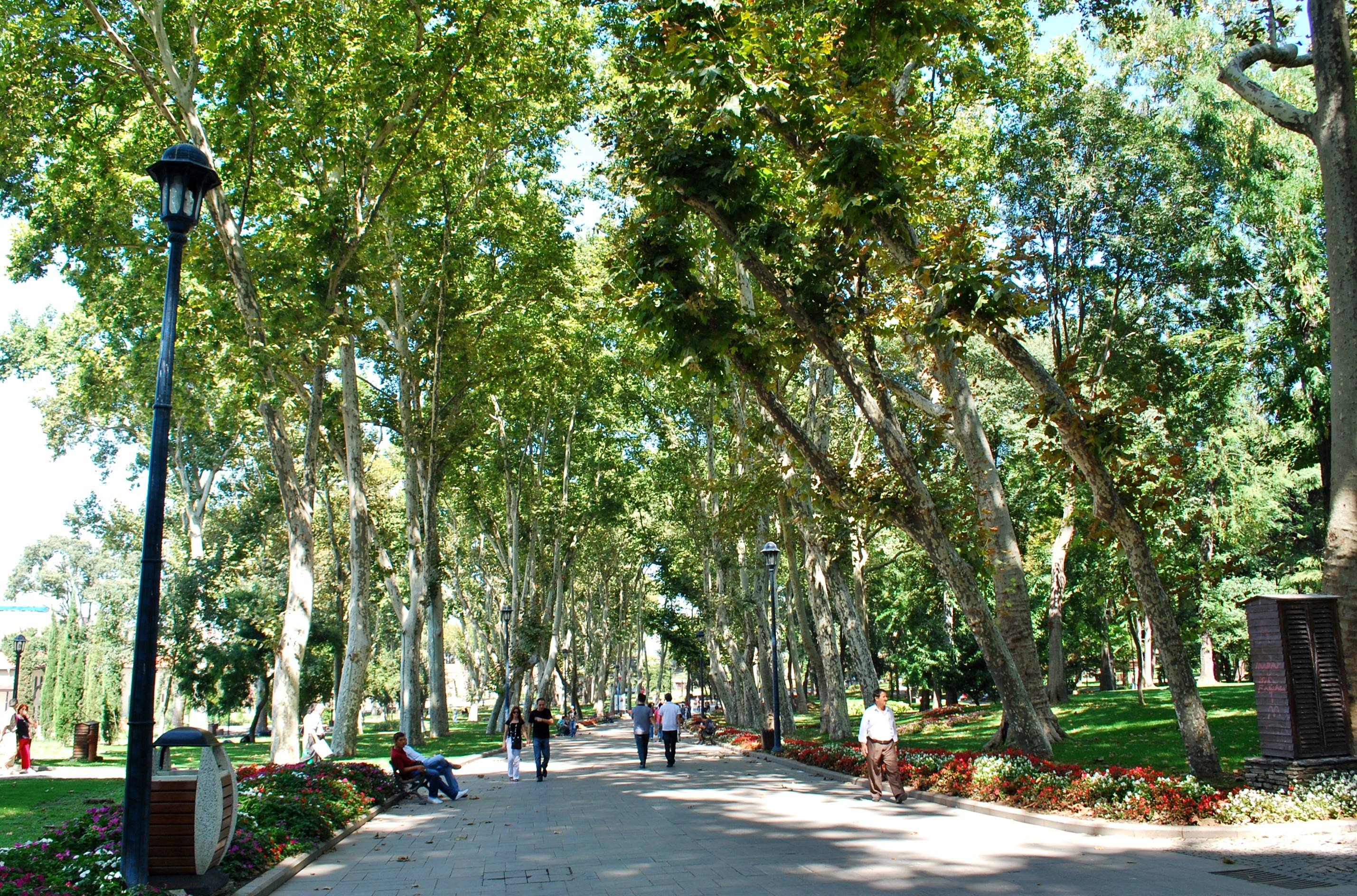
الگلخانه.

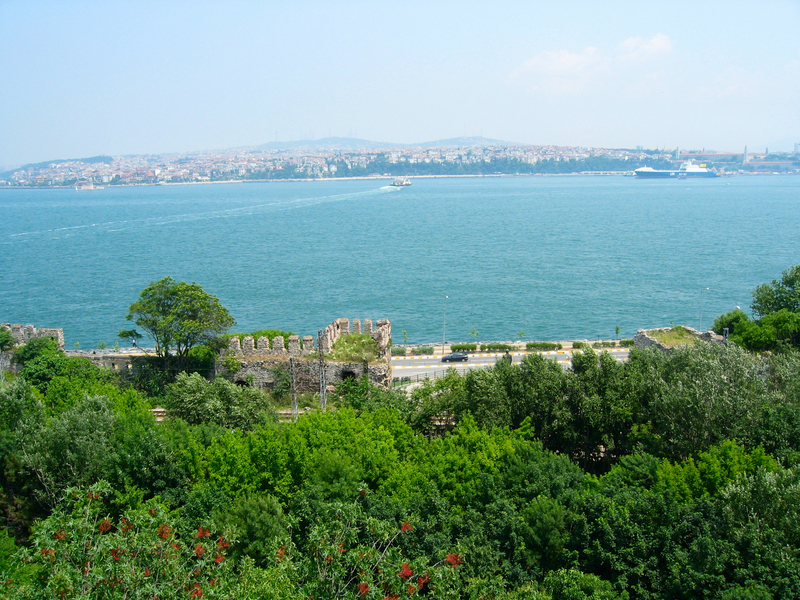
الگلخانه - كما تبدو من قصر طوب قابي.

الگلخانه هي الساحة الممتدة من سراي بورنو إلى أسوار قصر طوب قابي. سميت كذلك لأنها كانت حدائق للزهور.